# 诺斯罗普 (匈牙利)
诺斯洛普，是匈牙利维斯普雷姆州所辖的一个村，总面积34.06平方公里，总人口1029，人口密度30.2人/平方公里（2010年1月1日）。